# Chromadorina salina
Chromadorina salina is een rondwormensoort uit de familie van de Chromadoridae. De wetenschappelijke naam van de soort is voor het eerst geldig gepubliceerd in 1978 door Belogurov.